# Rufus Reid
Rufus Reid (* 10. Februar 1944 in Atlanta, Georgia) ist ein US-amerikanischer Jazz-Bassist und Hochschullehrer.

## Leben
Reid spielte als Schüler Trompete und trat nach dem Abschluss der High School der US Air Force als Trompeter bei. Dort wandte er sich dem Kontrabass zu. Nach dem Ende der Dienstzeit bei der Air Force studierte er zunächst beim Cellisten des Seattle Symphony Orchestra, James Harnett, und danach an der Northwestern University in Evanston bei Warren Benfield und Joseph Guastefeste vom Chicago Symphony Orchestra. 1971 schloss er sein Studium mit dem Grad eines Bachelor of Music ab.
Danach arbeitete er als professioneller Musiker zunächst in Chicago, ab 1976 in New York City. Er arbeitete mit Musikern wie Gene Ammons, Kenny Dorham, Eddie Harris, Sonny Stitt, Don Byas, Philly Joe Jones, Thad Jones, Mel Lewis, Dexter Gordon, Bill Evans, Stan Getz, Dizzy Gillespie, Art Farmer, Andrew Hill (Shades, 1987), Lee Konitz,   Roni Ben-Hur, Bob Mintzer, George Cables, Billy Hart, Bill Mays, John Stubblefield und Marvin Stamm. Außerdem leitete er eine eigene Band, das The Rufus Reid Quintet. Mit dem Schlagzeuger Akira Tana leitete er seit den 1980er Jahren die Band TanaReid.
Neben seiner Tätigkeit als Musiker erwarb sich Reid auch einen Ruf als Lehrer. Seit Anfang der 1970er Jahre beteiligte er sich u. a. an den Jamey Aebersold Summer Jazz Workshops und dem Stanford University Jazz Workshop, seit Ende der 1970er Jahre bis 1999 war er Professor für Jazz an der William Paterson University in Wayne, New Jersey. 1971 erschien sein Lehrbuch The Evolving Bassist (2003 auf DVD).
Die Stiftung Wharton Arts zeichnete Reid 2024 mit dem Preis für sein Lebenswerk aus.

## Diskographie
- I Need Some Money mit Eddie Harris, (1975)
- Perpetual Stroll mit Kirk Lightsey, Eddie Gladden, 1980
- Seven Minds  (Sunnyside, 1984) mit Terri Lyne Carrington, Jim McNeely
- Corridor to the Limits mit Harold Land, Victor Lewis, Rob Schneiderman, 1989
- Yours and Mine mit Jesse Davis, Ralph Moore, Akira Tana, Rob Schneiderman, 1991
- Intimacy of the Bass (Double Time, 1999) mit Michael Moore
- Mirth Song mit Harold Danko
- Alone Together mit Peter Ind
- The Gait Keeper (Sunnyside, 2003) mit Rich Perry, Fred Hendrix, John Stetch, Montez Coleman
- Quiet Pride (Motema, 2014) mit Herlin Riley, Vic Juris, Dennis Mackrel, Tim Hagans, Ingrid Jensen, Ryan Keberle, John Clark, Vincent Chancey, Steve Wilson